# Jan Czapla (generał)

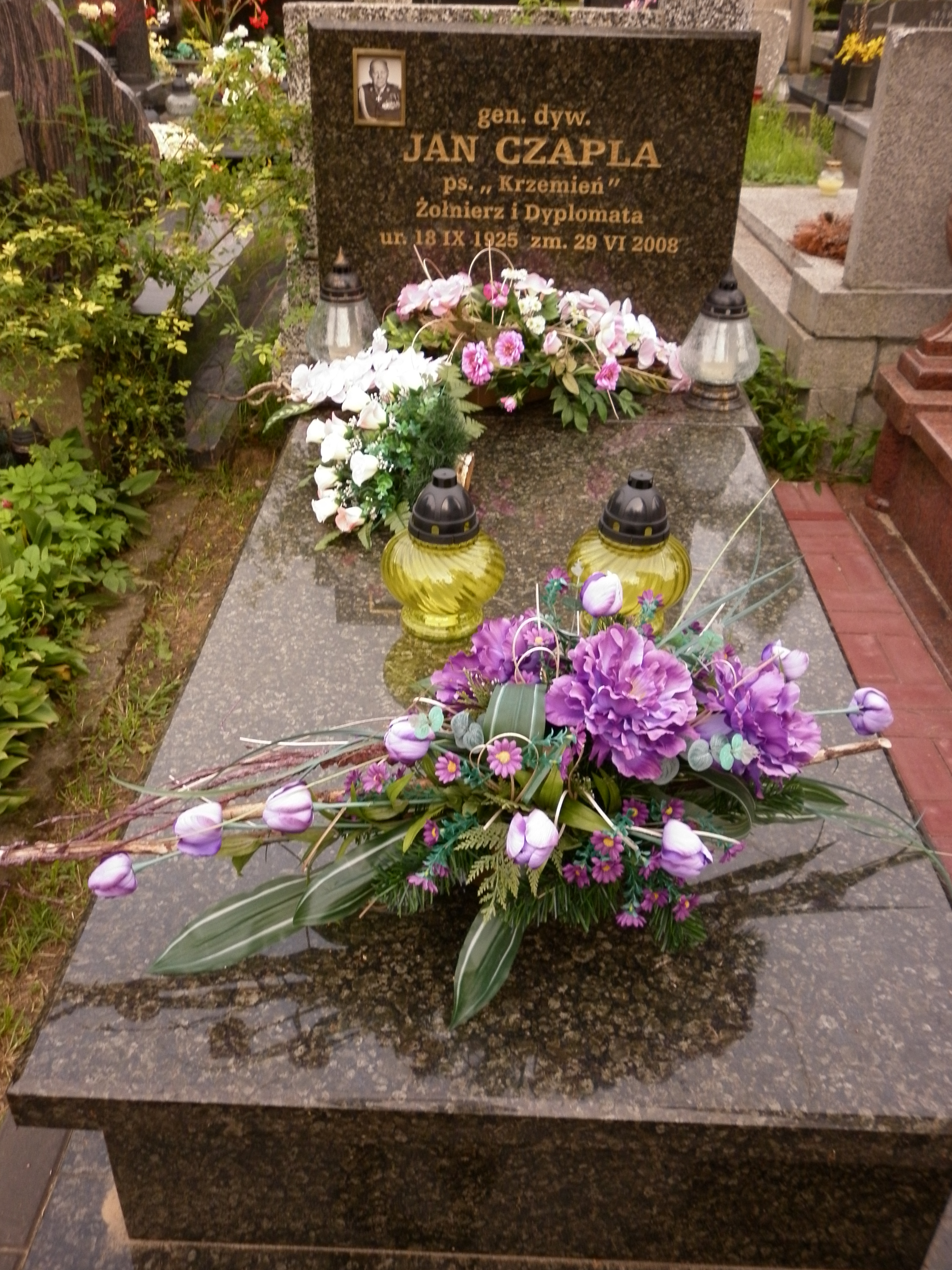
Grób Jana Czapli na Cmentarzu Wojskowym na Powązkach w Warszawie

Jan Czapla (ur. 18 września 1925 w Krzeszowie, zm. 29 czerwca 2008 w Warszawie) – polski wojskowy, generał dywizji Wojska Polskiego, I zastępca szefa (1965–1971) i szef Głównego Zarządu Politycznego WP (1971–1972), dyplomata, działacz PZPR i państwowy okresu PRL, członek Komitetu Centralnego PZPR (1971–1975), członek Rady Naczelnej i Zarządu Głównego ZBoWiD, wiceminister spraw zagranicznych (1972–1975), poseł na Sejm PRL VI kadencji, ambasador PRL w Indiach, Sri Lance i Nepalu (1975–1981), wiceminister oświaty i wychowania (1982–1985).

## Życiorys
Syn Jana i Katarzyny. Podczas II wojny światowej uczestniczył od 1943 w walkach z Niemcami na Lubelszczyźnie w szeregach Gwardii Ludowej, następnie Armii Ludowej (dowodził drużyną w 1 Brygadzie AL im. Ziemi Lubelskiej). W grudniu 1944 wstąpił w szeregi ludowego Wojska Polskiego. Ukończył Centralną Szkołę Oficerów Polityczno-Wychowawczych. W latach 1944–1945 przeszedł szlak bojowy 4 Dywizji Piechoty im. Jana Kilińskiego jako zastępca dowódcy kompanii do spraw politycznych w 12 Pułku Piechoty tej dywizji. Swój szlak bojowy zakończył nad Łabą.
Po wojnie ukończył Wyższą Szkołę Oficerów Polityczno-Wychowawczych (1948) oraz studia historyczne w Wojskowej Akademii Politycznej im. Feliksa Dzierżyńskiego, gdzie w 1961 obronił pracę dyplomową pod tytułem Działalność terrorystyczna kurenia UPA Żeleźniaka i jego likwidacja (kwiecień 1944 r.–listopad 1947 r.).
Od 1945 w aparacie politycznym podległego Ministerstwu Bezpieczeństwa Publicznego Korpusu Bezpieczeństwa Wewnętrznego. Brał udział w walkach z podziemiem antykomunistycznym w południowo-wschodnich regionach kraju. Należał do Polskiej Partii Robotniczej i Polskiej Zjednoczonej Partii Robotniczej.
W 1954 był sekretarzem Komitetu PZPR pierwszej polskiej zmiany w Komisji Nadzorczej Państw Neutralnych w Korei. W latach 1961–1962 był zastępcą szefa Zarządu Politycznego KBW. W latach 1962–1963 sekretarz Komitetu Partyjnego PZPR KBW, a w latach 1963–1965 – zastępca dowódcy KBW ds. politycznych – szef Zarządu Politycznego KBW. W latach 1965–1971 I zastępca szefa Głównego Zarządu Politycznego WP. Zajmował wysokie funkcje partyjne w wojsku, a następnie w centralnych władzach partyjnych na szczeblu krajowym, był zastępcą członka (1968–1971) i członkiem Komitetu Centralnego PZPR (1971–1975). W kwietniu 1971 został powołany w skład Komisji Zjazdowej do przygotowania VI Zjazdu PZPR (który odbył się w grudniu 1971).
W latach 1967–1968 był zaangażowany w kampanię antysemicką zapoczątkowaną przez środowisko skupionych wokół Mieczysława Moczara tzw. „partyzantów”. W 1968 zabezpieczał od strony propagandowej interwencję WP w Czechosłowacji, uzasadniając ją jako bratnią pomoc.
W 1963 otrzymał awans na stopień generała brygady, a w 1968 generała dywizji. Podczas wydarzeń grudnia 1970 na Wybrzeżu wchodził w skład sztabu kryzysowego powołanego w Ministerstwie Spraw Wewnętrznych. W latach 1971–1972 pełnił funkcję szefa Głównego Zarządu Politycznego WP. W 1972, jako bliski współpracownik Mieczysława Moczara, został usunięty ze stanowiska szefa GZP WP przez ministra obrony narodowej gen. Wojciecha Jaruzelskiego.
W latach 1972–1976 był posłem na Sejm PRL VI kadencji. Od 1972 był członkiem Rady Głównej Przyjaciół Harcerstwa. Urlopowany z wojska był od czerwca 1972 do października 1975 podsekretarzem stanu (wiceministrem) w Ministerstwie Spraw Zagranicznych. W latach 1975–1981 ambasador PRL w Indiach, Sri Lance i Nepalu.
Po powrocie do kraju był od maja 1982 do grudnia 1985 podsekretarzem stanu w Ministerstwie Oświaty i Wychowania. Równolegle od maja 1982 do zakończenia stanu wojennego w lipcu 1983 był wojskowym komisarzem resortu oświaty i wychowania. W sierpniu 1984 wszedł w skład Obywatelskiego Komitetu Obchodów 40. Rocznicy Powstania Warszawskiego. W 1986 przeniesiony w stan spoczynku i pożegnany przez ministra obrony narodowej gen. armii Floriana Siwickiego.
Od 1986 był pełnomocnikiem do spraw zagospodarowania pola bitewnego na Porytowym Wzgórzu oraz przewodniczącym Rady Społeczno-Naukowej Partyzanckiego Parku Pamięci Narodowej „Lasy Janowskie”. W latach 1982–1990 zasiadał w prezydium Rady Ochrony Pomników Walk i Męczeństwa (od 1988 pod nazwą Rada Ochrony Pamięci Walk i Męczeństwa) oraz przewodniczący działającej przy tej Radzie Komisji ds. Izb Pamięci Narodowej. Długoletni członek Rady Naczelnej, od 1969 członek Zarządu Głównego Związku Bojowników o Wolność i Demokrację, w latach 1972–1974 jego prezydium. Od czerwca 1983 był prezesem Towarzystwa Przyjaźni Polsko-Afgańskiej. W 1987 wszedł w skład polskiej sekcji ruchu „Emerytowani Generałowie na rzecz Pokoju i Rozbrojenia”.
Od 2001 wiceprezes Zarządu Krajowego Stowarzyszenia Kawalerów Orderu Wojennego Krzyża Grunwaldu.
Był autorem tendencyjnych publikacji propagandowych dotyczących walk jednostek Korpusu Bezpieczeństwa Wewnętrznego z podziemiem niepodległościowym po II wojnie światowej. Wraz z prof. Marią Turlejską był współautorem wydanej w 1966 przez Wojskową Akademię Polityczną im. Feliksa Dzierżyńskiego książki Z walk przeciwko zbrojnemu podziemiu 1944–1947. W 1967 opublikował artykuł Korpus Bezpieczeństwa Wewnętrznego w walce z podziemiem zbrojnym, który został zamieszczony w książce W walce o utrwalenie władzy ludowej 1944–1947. Ponadto był członkiem Komitetu Redakcyjnego 3-tomowej Małej Encyklopedii Wojskowej, której kolejne tomy ukazywały się w latach 1967–1971. Został pochowany na Cmentarzu Wojskowym na Powązkach w Warszawie (kwatera FII-5-11).

## Odznaczenia i wyróżnienia
- Krzyż Komandorski Orderu Odrodzenia Polski
- Krzyż Oficerski Orderu Odrodzenia Polski
- Krzyż Kawalerski Orderu Odrodzenia Polski
- Order Sztandaru Pracy I klasy
- Order Sztandaru Pracy II klasy
- Order Krzyża Grunwaldu III klasy (1971)[7]
- Krzyż Walecznych – dwukrotnie
- Krzyż Partyzancki
- Złoty Krzyż Zasługi
- Srebrny Krzyż Zasługi
- Brązowy Krzyż Zasługi
- Srebrny Medal „Zasłużonym na Polu Chwały”
- Medal „Za udział w walkach w obronie władzy ludowej”
- Medal 10-lecia Polski Ludowej
- Medal 30-lecia Polski Ludowej
- Medal 40-lecia Polski Ludowej
- Medal za Warszawę 1939–1945
- Medal za Odrę, Nysę, Bałtyk
- Medal Zwycięstwa i Wolności 1945
- Złoty Medal „Siły Zbrojne w Służbie Ojczyzny”
- Srebrny Medal „Siły Zbrojne w Służbie Ojczyzny”
- Brązowy Medal „Siły Zbrojne w Służbie Ojczyzny”
- Medal „Za udział w walkach o Berlin” (1967)[8]
- Złoty Medal „Za zasługi dla obronności kraju”
- Srebrny Medal „Za Zasługi dla „Obronności Kraju”
- Brązowy Medal „Za Zasługi dla „Obronności Kraju”
- Złota odznaka honorowa „Za Zasługi dla Warszawy” (1965)[9]
- Odznaka honorowa „Za zasługi dla Lubelszczyzny” (1969)[10]
- Odznaka „Za zasługi dla województwa tarnobrzeskiego” (1984)[11]
- Honorowa Odznaka 30-lecia PPR (1972)[12]
- Order Czerwonego Sztandaru (Związek Radziecki, 1968)
- Medal jubileuszowy „Dwudziestolecia zwycięstwa w Wielkiej Wojnie Ojczyźnianej 1941–1945” (Związek Radziecki)
- Odznaka „25-lecia Zwycięstwa w Wielkiej Wojnie Ojczyźnianej 1941–1945” (Związek Radziecki, 1970)[13]
- Medal jubileuszowy „Trzydziestolecia zwycięstwa w Wielkiej Wojnie Ojczyźnianej 1941–1945” (Związek Radziecki)
- Medal jubileuszowy „Czterdziestolecia zwycięstwa w Wielkiej Wojnie Ojczyźnianej 1941–1945” (Związek Radziecki)
- Medal „Za umacnianie Przyjaźni Sił Zbrojnych” II stopnia (Czechosłowacja)
- odznaczenie mongolskie
- odznaczenia wietnamskie
- Wpis do „Honorowej Księgi Czynów Żołnierskich” (1988)